# Пеория (окръг, Илинойс)
Вижте пояснителната страница за други значения на Пеория.
Окръг Пеория (на английски: Peoria County) е окръг в щата Илинойс, Съединени американски щати. Площта му е 1634 km², а населението - 183 433 души (2000). Административен център е град Пеория.